# آلیه (ایتالیا)
آلیه (ایتالیا) (به ایتالیایی: Agliè) یک کومونه در ایتالیا است که در استان تورین واقع شده‌است.

## خصوصیات
آلیه ۱۳٫۳ کیلومترمربع مساحت و ۲٬۵۹۱ نفر جمعیت دارد و ۳۱۵ متر بالاتر از سطح دریا واقع شده‌است.